# Operazione Red Dawn
L'operazione Red Dawn (Alba Rossa) è stata un'operazione militare condotta il 13 dicembre 2003 nella città di Ad-Dawr, in Iraq, conclusasi con la cattura dell'ex dittatore iracheno Saddam Hussein. Il raid prende il nome dell'omonimo film del 1984, diretto da John Milius ed interpretato da Patrick Swayze.
L'operazione è stata eseguita dalla Task Force 121, un corpo d'elite per le operazioni militari speciali che fu supportato dalla 1ª Brigata Combat Team (comandata dal colonnello James Hickey) della 4ª Divisione di Fanteria comandata dal maggior generale Raymond Odierno.
I militari bonificarono due siti denominati "Wolverine 1" e "Wolverine 2", fuori dalla città di Ad-Dawr ma non riuscirono a catturare Saddam. La cattura dell'ex dittatore iracheno avvenne invece alle ore 20:30 locali, trovato all'interno di un buco di ragno che aveva usato come nascondiglio. L'ex dittatore non oppose resistenza alla cattura.

## Contesto storico
Saddam Hussein scomparve dalle scene pubbliche poco dopo l'invasione dell'Iraq da parte della Coalizione a guida statunitense nel 2003. I militari statunitensi avevano identificato Saddam come il "High Value Target Number One" (Obiettivo Numero Uno di Alto Valore) e divenne uno dei più importanti ricercati della storia.
A cavallo tra luglio e dicembre dello stesso anno, la Task Force 121 del Comando Congiunto Operazioni Speciali organizzò un totale di dodici raid, assieme ad altre 600 operazioni contro obiettivi e 300 interrogatori, che tuttavia non portarono alla cattura dell'ex-Raʾīs.
Il 1º dicembre, un ex-autista fece il nome di Muhammed Ibrahim Omar al-Musslit, all'epoca considerato il braccio destro di Saddam, conosciuto dalla Task Force 121 come "la fonte" o "l'uomo grasso". Nelle successive due settimane, quasi 40 membri della sua famiglia furono interrogati per individuare Muhammed Ibrahim Omar al-Musslit. Il 12 dicembre, un raid in una casa di Baghdad che era stata utilizzata come quartier generale dei ribelli portò alla cattura di al-Musslit. La mattina successiva, al termine di un interrogatorio, al-Musslit rivelò il luogo dove le forze statunitensi avrebbero potuto localizzare Saddam.
Questa e altre informazioni provenienti da ex-membri del Partito Ba'ath sotto custodia della Coalizione, supportate da alcuni segnali dello spionaggio provenienti dall'Intelligence Support Activity, portarono finalmente all'individuazione di Hussein in una remota fattoria a sud di Tikrit.

## Operazione
L'Operazione Red Dawn è stata lanciata dopo aver ottenuto informazioni utili che identificavano due probabili rifugi in cui si trovava Saddam, nome in codice Wolverine 1 e Wolverine 2, vicino alla città di Ad-Dawr. Lo Squadrone C della Delta Force, gli operatori dell'Intelligence Support Activity della Task Force 121 e la 1ª Brigata Combat Team della 4ª Divisione di Fanteria hanno condotto l'operazione. I nomi dei siti Wolverine 1 e Wolverine 2 sono anche un riferimento al gruppo partigiano protagonista della pellicola, soprannominati appunto Wolverines. Le forze coinvolte nell'operazione erano costituite da circa 600 soldati tra cavalleria, artiglieria, aviazione, genio e forze per operazioni speciali.
Gli statunitensi hanno eliminato i due obiettivi ma inizialmente non hanno trovato Saddam. Poi, mentre gli operatori stavano finendo la bonifica della fattoria e gli elicotteri li contattavano per l'estrazione, un soldato ha calciato un pezzo di pavimento da un lato, esponendo un buco di ragno; si preparò a lanciarvi dentro una granata a frammentazione, nel caso in cui portasse a un sistema di tunnel dei ribelli quando all'improvviso apparve Saddam Hussein. L'operatore Delta lo ha colpito con il calcio della sua carabina M4 e lo ha disarmato della sua pistola Glock 18C.
Il Raʾīs deposto si arrese e non oppose resistenza, dopodiché fu trasportato a bordo di un MH-6 Little Bird del 160° SOAR fino al sito di supporto della missione di Tikrit, dove è stato sottoposto ad un'ulteriore identificazione. È stato poi portato su un elicottero MH-60K Black Hawk fino a Baghdad e preso in custodia presso il locale Aeroporto Internazionale. Insieme alla Glock, dal buco di ragno furono recuperati anche un AK-47 e 750 000 dollari in banconote statunitensi.
Sono state catturate anche altre due persone (le due guardie del corpo di Saddam), mentre da ambo gli schieramenti non ci furono vittime.